# Чирук, Андрей Юрьевич
Андре́й Ю́рьевич Чиру́к (укр. Андрій Юрійович Чирук; род. 8 января 2001, Ровно) — украинский футболист, нападающий клуба «Металлист 1925».

## Клубная карьера
Родился в Ровно. Футболом начал заниматься в «Вересе», в составе которого выступал в юношеском чемпионате ровенской области. Первый тренер — Вячеслав Шекель. В ДЮФЛУ с 2014 по 2019 год выступал за «Металист», «Динамо» и «Шахтёр», отличился 19-ю голами в 52-х матчах[1]. В сезоне 2018/19 годов выступал за юношескую команду, а в следующем сезоне дебютировал в молодёжной команде «горняков». Свой единственный матч за «Шахтёр» в юношеской лиге УЕФА провёл 11 декабря 2019 года, в 6-м туре группового этапа против «Аталанты». Андрей вышел на поле на 46-й минуте вместо Константина Гурова. Однако заиграть в первой команде «Шахтёра» так и не смог.
20 августа 2022 года подписал контракт с «Металистом 1925». В футболке харьковского клуба дебютировал 3 сентября 2022 в победном (3:2) домашнем поединке 3-го тура Премьер-лиги Украины против полтавской «Ворсклы». Андрей вышел на поле на 71-й минуте вместо Дмитрия Кравченко. Первым голом в профессиональном футболе отличился 21 мая 2023 на 68-й минуте победного (2:0) домашнему поединку 27-го тура Премьер-лиги Украины против харьковского «Металлиста». Чирук вышел на поле в стартовом составе и отыграл весь матч.

## Карьера в сборной
Выступал за юношеские сборные Украины U-17 и U-18.